# Quiche
La quiche (pronuncia /kiʃ/) è un tipo di torta salata tipica della cucina francese. Si prepara principalmente con un ripieno di uova e panna avvolto da un impasto a base di farina che si cucina al forno. La possibilità d'includere altri alimenti permette di avere innumerevoli varianti a base di carne e vegetali (come sedano, peperoncino, cipolle, porri o scalogno).

## Etimologia
La parola quiche deriva dal tedesco Kuchen (/ˈkuːxən/), che vuol dire "torta".

## Varianti
La quiche lorraine (/kiʃ lɔˈʁɛn/) è la varietà più conosciuta di quiche, originaria della regione francese della Lorena. Ha come base la pasta brisé e contiene un ripieno di uova, crème fraîche e pancetta. Se si aggiunge il formaggio (generalmente quello svizzero, perché fonde meglio), non presente nella ricetta originale, si parla di quiche vosgienne (/kiʃ voˈʒjɛn/). Quando si aggiunge la cipolla si chiama quiche alsacienne (/kiʃ alzaˈsjɛn/).